# Ministerio del Medio Ambiente (Finlandia)
El Ministerio del Medio Ambiente (en finés: ympäristöministeriö (YM); en sueco: miljöministeriet) es uno de los 12 ministerios que componen el gobierno finlandés. Encabezado por el Ministro del Medio Ambiente, el ministerio es responsable de preparar los asuntos legales relacionados con las comunidades, el entorno construido, la vivienda, la biodiversidad, el uso sostenible de los recursos naturales y la protección del medio ambiente en Finlandia. En la actualidad, el ministro del Medio Ambiente es Kai Mykkänen del Partido Coalición Nacional quien asumió en junio de 2023. 
El Ministerio de Medio Ambiente emplea a unas 260 personas.

## Historia
Finlandia fundó el Ministerio de Medio Ambiente en 1983, que fue mucho antes en comparación con otros países. En el siglo XXI, el papel del ministerio en la planificación de la vivienda ha aumentado en importancia. En 2014, se discutió ampliamente la fusión del Ministerio de Medio Ambiente con el Ministerio de Agricultura y Silvicultura. Al preparar el gobierno 2015, Sipilä, Soini y Stubb acordaron preliminarmente que el Ministerio de Medio Ambiente se fusionaría con el Ministerio de Tráfico. Sin embargo, el puesto de ministro fue otorgado a Kimmo Tiilikainen junto con el puesto de ministro de Agricultura y Silvicultura.

## Organización
La rama administrativa del Ministerio de Medio Ambiente incluye el Instituto Finlandés del Medio Ambiente (SYKE) y el Centro de Financiamiento y Desarrollo de la Vivienda de Finlandia (ARA). En los asuntos de su competencia, el Ministerio de Medio Ambiente dirige los Centros de Desarrollo Económico, Transporte y Medio Ambiente (Centros ELY). El Ministerio también orienta y financia Parques y Vida Salvaje Finlandia dentro de Metsähallitus, la empresa estatal que administra tierras y áreas de agua de propiedad estatal.